# ديفيد ريال
ديفيد ريال (بالإنجليزية: David Ryall)‏ (و. 1935 – 2014 م) هو ممثل مسرحي، وممثل أفلام، وممثل تلفزي بريطاني، ولد في إنجلترا، بدأ مشواره المهني سنة 1969، توفي في لندن، عن عمر يناهز 79 عاماً.

## التعليم
تعلم في الأكاديمية الملكية للفنون المسرحية، في تخصص تمثيل (حتى 1964)
.

## وصلات خارجية
- ديفيد ريال على موقع IMDb (الإنجليزية)
- ديفيد ريال على موقع قاعدة بيانات الأفلام العربية
- ديفيد ريال على موقع ألو سيني (الفرنسية)
- ديفيد ريال على موقع ميوزك برينز (الإنجليزية)
- ديفيد ريال على موقع أول موفي (الإنجليزية)
- ديفيد ريال على موقع قاعدة بيانات الأفلام السويدية (السويدية)
- ديفيد ريال على موقع ديسكوغز (الإنجليزية)
- ديفيد ريال على موقع قاعدة بيانات الفيلم (الإنجليزية)
- ديفيد ريال على موقع كينوبويسك (الروسية)